# Hrabstwo Benton (Waszyngton)
Hrabstwo Benton (ang. Benton County) – hrabstwo w stanie Waszyngton w Stanach Zjednoczonych. Hrabstwo zajmuje powierzchnię całkowitą 1760,12 mil² (4558,69 km²). Według szacunków United States Census Bureau w roku 2009 miało 168 294 mieszkańców. Siedzibą hrabstwa jest Prosser.
Hrabstwo otrzymało nazwę na cześć senatora Missouri Thomasa Harta Bentona. Zostało wydzielone z hrabstwa Klickitat 8 marca 1905 roku.

## Miasta
- Benton City
- Kennewick
- Prosser
- Richland
- West Richland

## CDP
- Finley